# Ibrillos
Ibrillos est une commune d'Espagne dans la communauté autonome de Castille-et-León, province de Burgos. Elle s'étend sur 5,64 km2 et comptait environ 29 habitants en 2024.

## Histoire
Ibrillos était une forteresse située sur l'actuel Cerro (ermitage de Nuestra Señora de la Peña), disputée entre musulmans et chrétiens, et qui joua un rôle important à la fin du IX siècle. Elle faisait partie d'une ligne de défense s'étendant de Cerezo de Río Tirón à Pazuengos.
Sous domination arabe, elle servait à se protéger des attaques chrétiennes venant des Montes de Ayago (es) et du Massif de la Demanda.
Sous contrôle chrétien, elle permettait de contenir les incursions musulmanes visant à piller et à maintenir leur influence dans la région.
Les musulmans n'ont jamais exercé de contrôle politique, administratif, économique ou militaire sur les Monts situés au sud de cette ligne défensive, composée des châteaux et forteresses de Cerezo de Río Tirón, Ibrillos, Torre de Villaorceros, Mirabel (Cerro de Grañón) et Pazuengos.
Avec la chute de l'Ancien Régime, Ibrillos devint une municipalité constitutionnelle sous le même nom, intégrée au parti de Belorado, dans la région de Castille-Vieille. À cette époque, la commune comptait 106 habitants.

## Localisation et climat
La ville d'Ibrillos est située sur le Río Encero , au pied des Montes de Ayago, à environ 55 km (en voiture) à l'est-nord-est de Burgos , à une altitude d'environ 730 m. Le climat est tempéré à chaud ; Les pluies (environ 791 mm/an) tombent principalement pendant les mois d'hiver.

## Évolution démographique
| Année      | 1970 | 1981 | 1991 | 2001 | 2011 | 2021 | 2024 |
| Population | 198  | 126  | 116  | 100  | 65   | 37   | 29 . |

## Tourisme
- Église Saint-Pierre ( Iglesia de San Pedro Apóstol )
- Ermitage de Notre-Dame de la Peña ( Ermita de Nuestra Señora de la Peña )

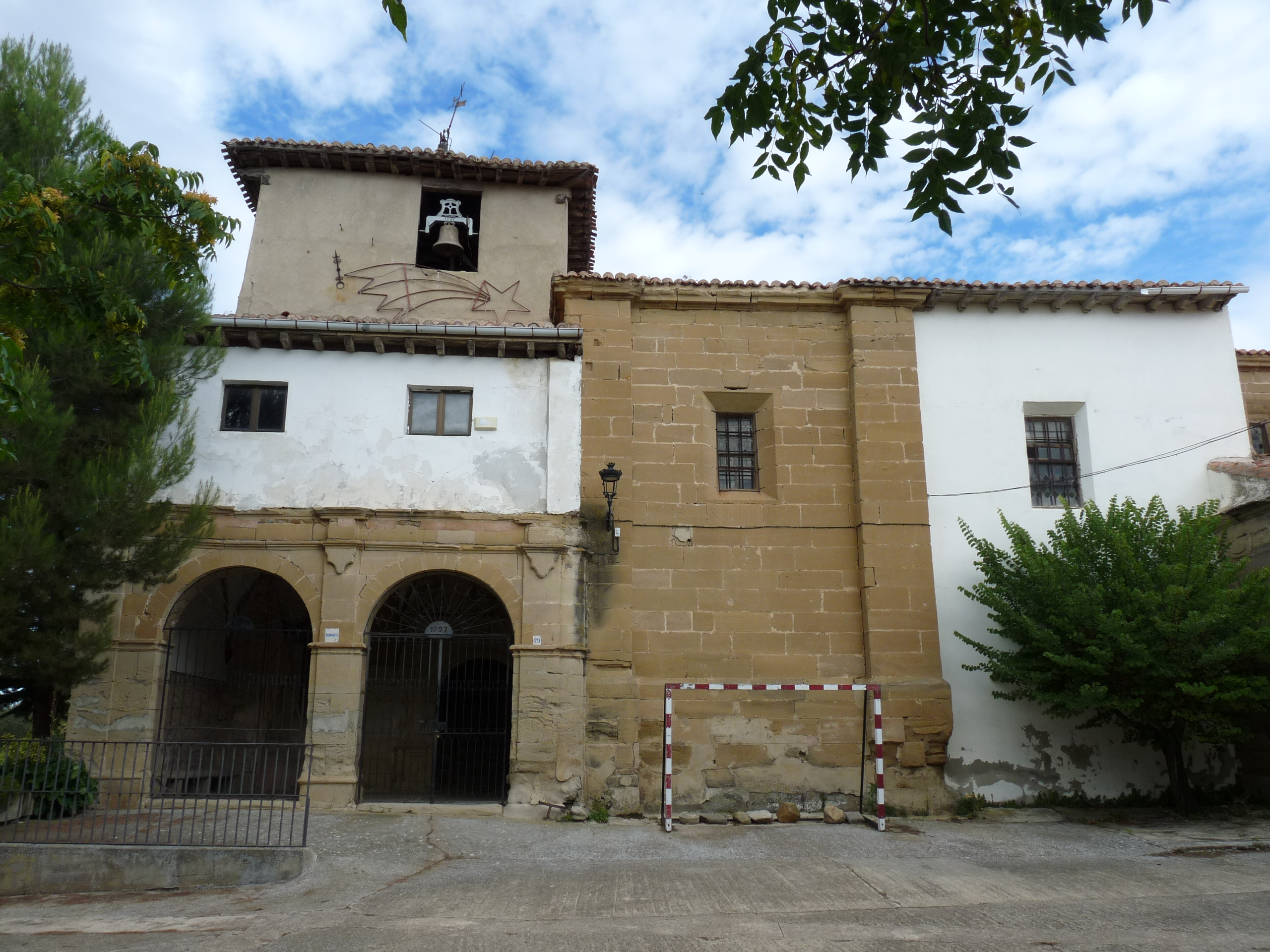
Église Saint-Pierre
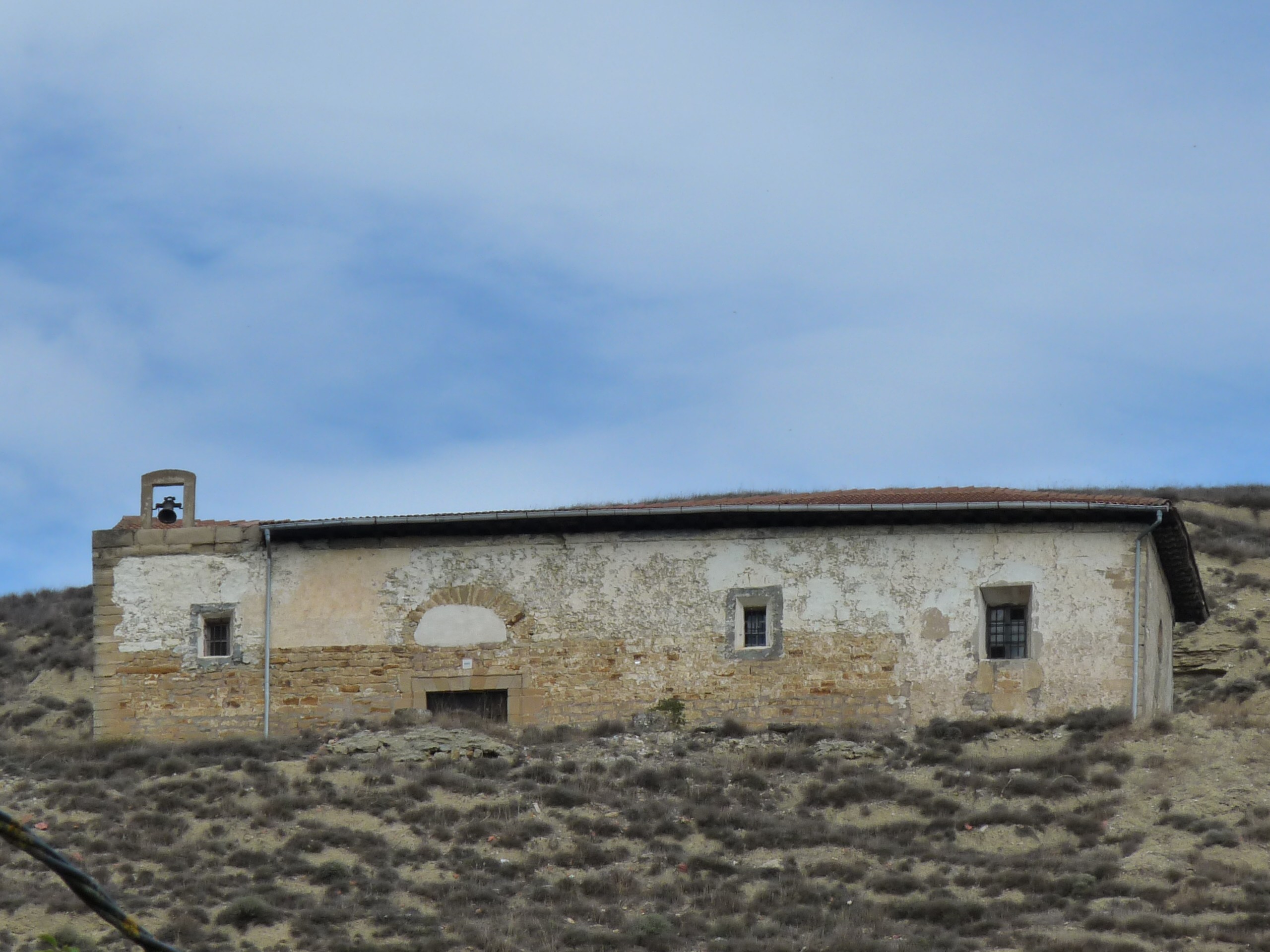
Ermitage de Notre-Dame de la Peña